# Alma - Marceau (métro de Paris)
Pour les articles homonymes, voir Alma et Marceau.
Alma - Marceau est une station de la ligne 9 du métro de Paris, située à la limite des 8e et 16e arrondissements de Paris.

## Situation
La station est implantée à l'ouest de la place de l'Alma, près de la place Diana, et orientée nord-ouest/sud-est, selon l'axe de l'avenue du Président-Wilson. Elle s'intercale entre les stations Iéna et Franklin D. Roosevelt.

## Histoire

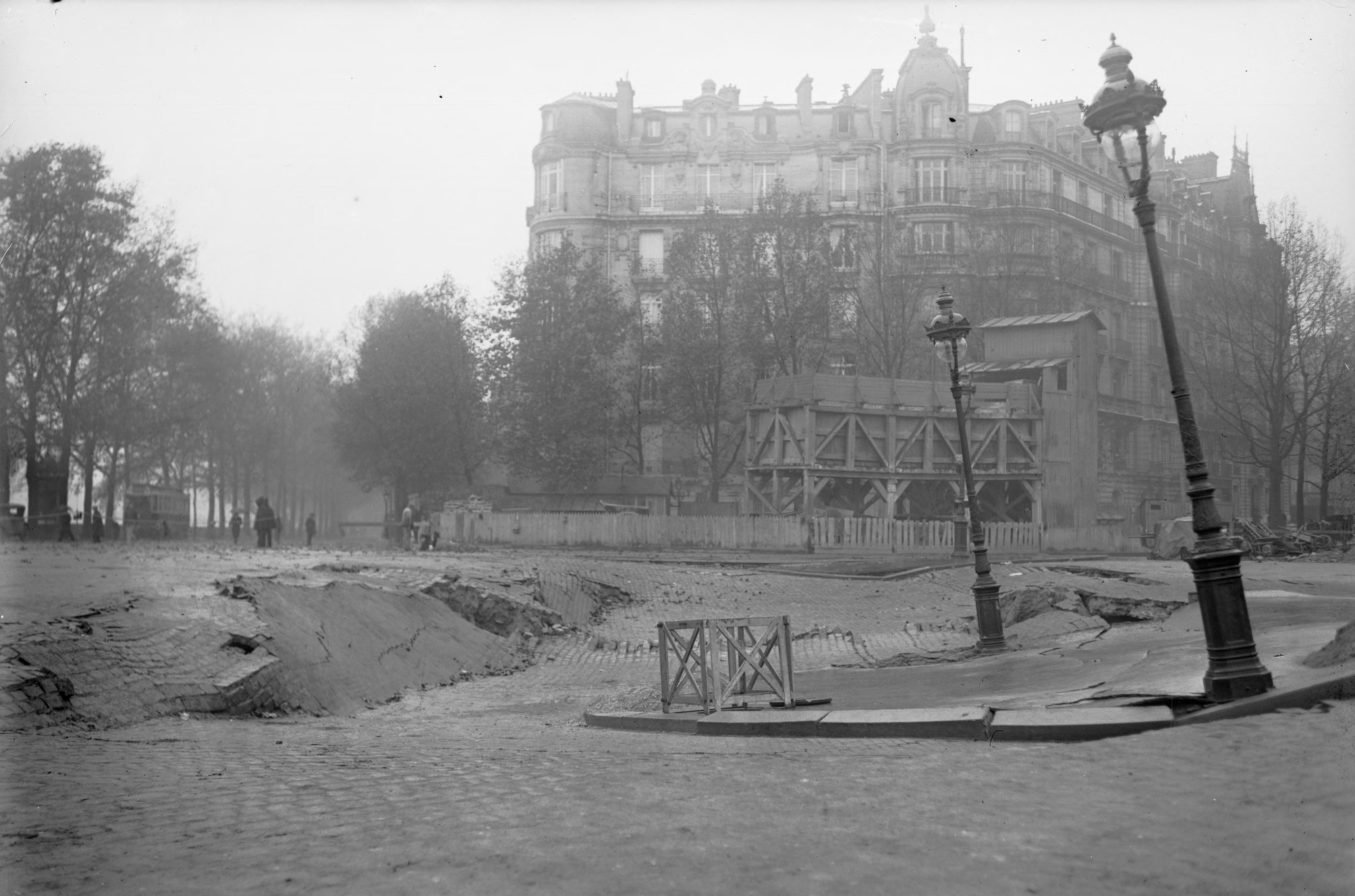
Accident en 1915 : affaissement du sol place de l'Alma à la suite des travaux d'aménagement de la ligne de métro.

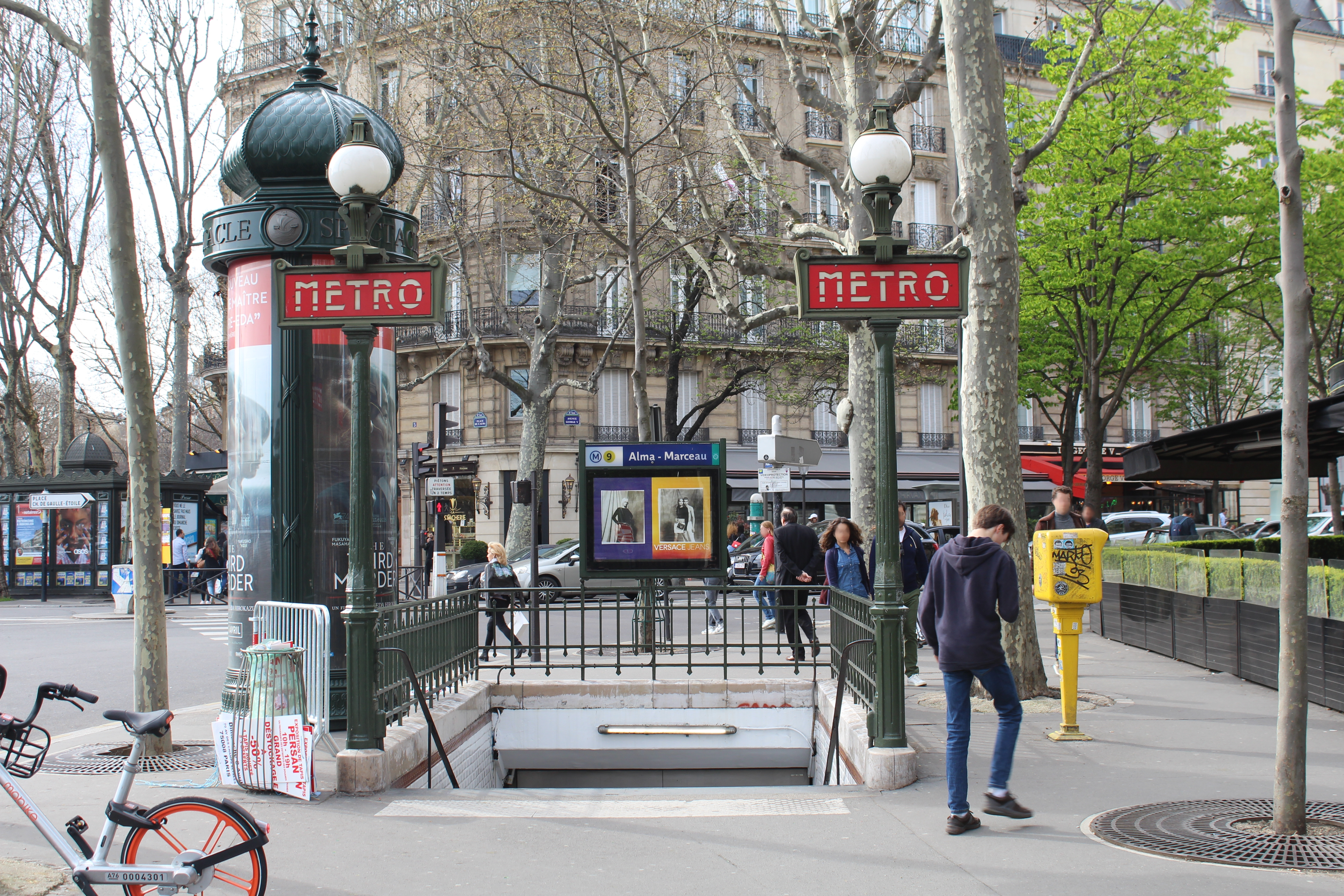
En 2018, bouche de métro de la station, sur la place de l'Alma.

La station est ouverte le 27 mai 1923 avec la mise en service du premier prolongement de la ligne 9 depuis Trocadéro jusqu'à Saint-Augustin.
Elle doit sa dénomination d'une part à sa proximité avec le pont de l'Alma et à la place de l'Alma, lesquels commémorent la bataille de l'Alma, une victoire franco-britannique contre les Russes en 1854 en Crimée.
La station reprend d'autre part le nom de l'avenue Marceau, ainsi baptisée en hommage au général François Séverin Marceau-Desgravier (1769-1796), qui combattit les révoltés vendéens au cours de la période révolutionnaire.
Comme c’est le cas pour un tiers des stations du réseau entre 1974 et 1984, ses quais sont modernisés en style « Andreu-Motte », en l'occurrence dans une nuance de bleu qui ne sera pas reconduite. Dans le cadre du programme « Renouveau du métro » de la RATP, les couloirs de la station ont été rénovés le 15 mars 2002.

### Fréquentation
Nombre de voyageurs entrés à cette station :
| Année                      | 2013      | 2014      | 2015      | 2016      | 2017      | 2018      | 2019      | 2020      | 2021      |
| -------------------------- | --------- | --------- | --------- | --------- | --------- | --------- | --------- | --------- | --------- |
| Nombre de voyageurs par an | 4 060 044 | 4 272 042 | 4 204 705 | 4 070 093 | 4 247 823 | 4 561 735 | 4 382 709 | 1 547 789 | 2 564 842 |
| Rang                       | 118e      | 115e      | 115e      | 120e      | 117e      | 109e      | 103e      | 170e      | 132e      |
| Nombre de stations         | 302       | 302       | 302       | 302       | 302       | 302       | 302       | 304       | 304       |

## Services aux voyageurs

### Accès
La station dispose de trois accès dotés de balustrades de type Dervaux :
- l'accès 1 « Avenue Montaigne - Théâtre des Champs-Élysées », constitué d'un escalier fixe orné de deux candélabres Dervaux (cas rare pour le réseau qui n'utilise souvent qu'un unique signal par entrée), débouchant au droit du no 7 de la place de l'Alma, à l'angle avec l'avenue Montaigne et l'avenue George-V ;
- l'accès 2 « Pont de l'Alma, Bateaux mouches ; Musée du Quai Branly - Jacques-Chirac », également constitué d'un escalier fixe agrémenté de deux mâts Dervaux, se trouvant face au no 1 de la place de l'Alma, à l'angle avec l'avenue de New-York. Il donne accès directement à la place Diana ;
- l'accès 3 « Avenue du Président-Wilson - Musée d'Art moderne, Palais de Tokyo », constitué d'un escalier fixe doublé d'un escalier mécanique montant et doté d'un totem Dervaux, se situant au droit du no 4 de cette avenue.

Accès à la station
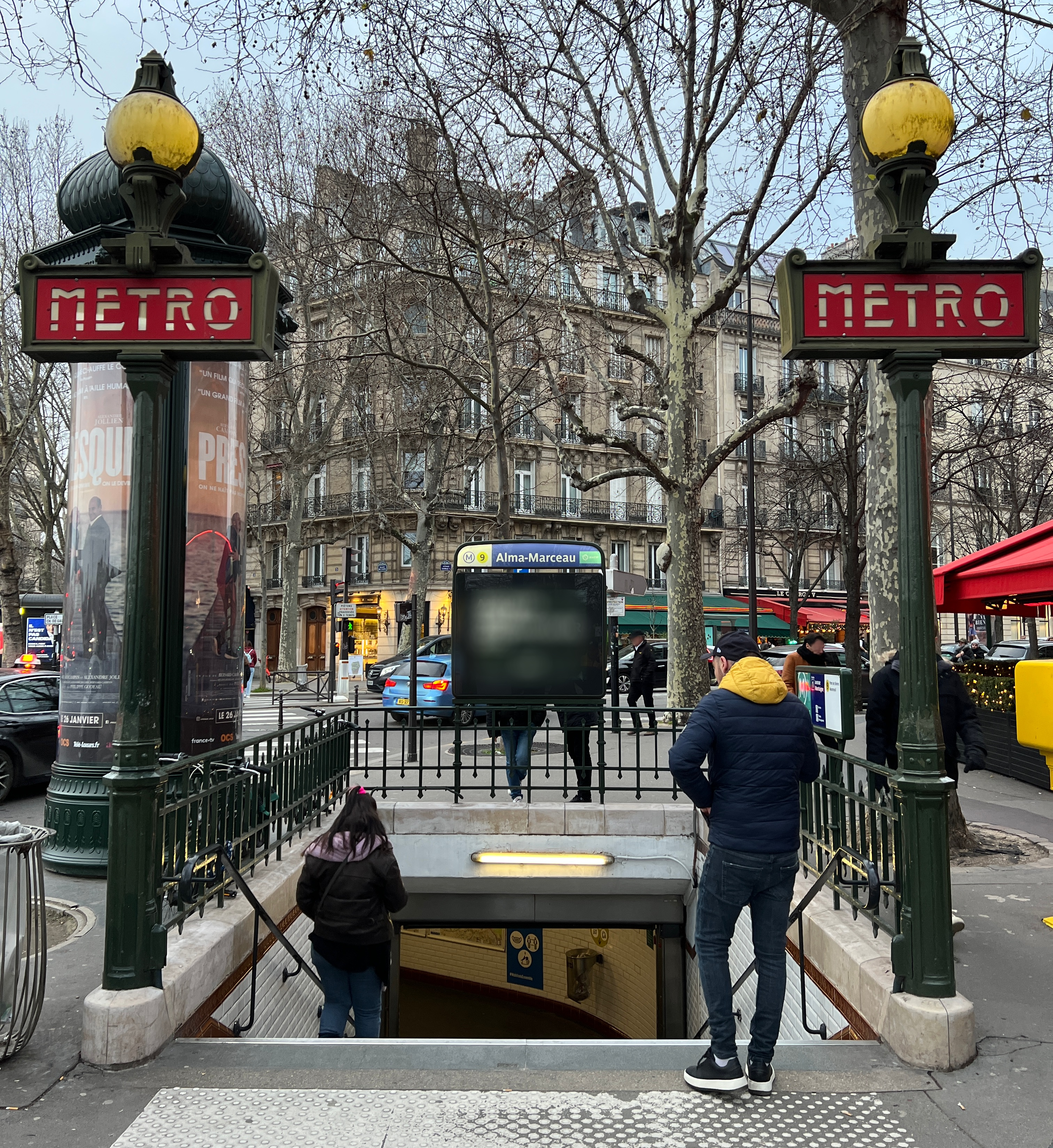
L'accès no 1 « Avenue Montaigne ».
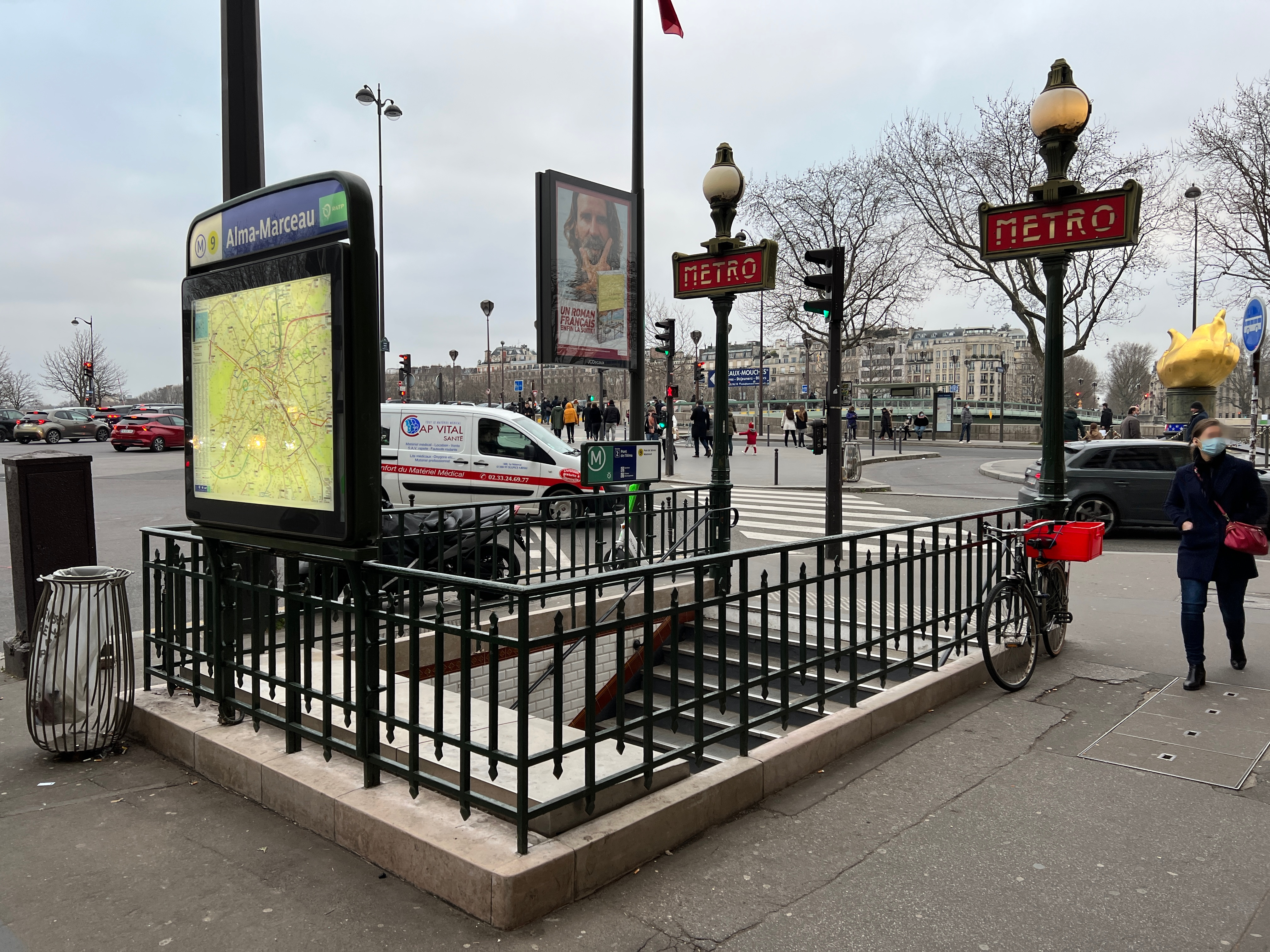
L'accès no 2 « Pont de l'Alma ».
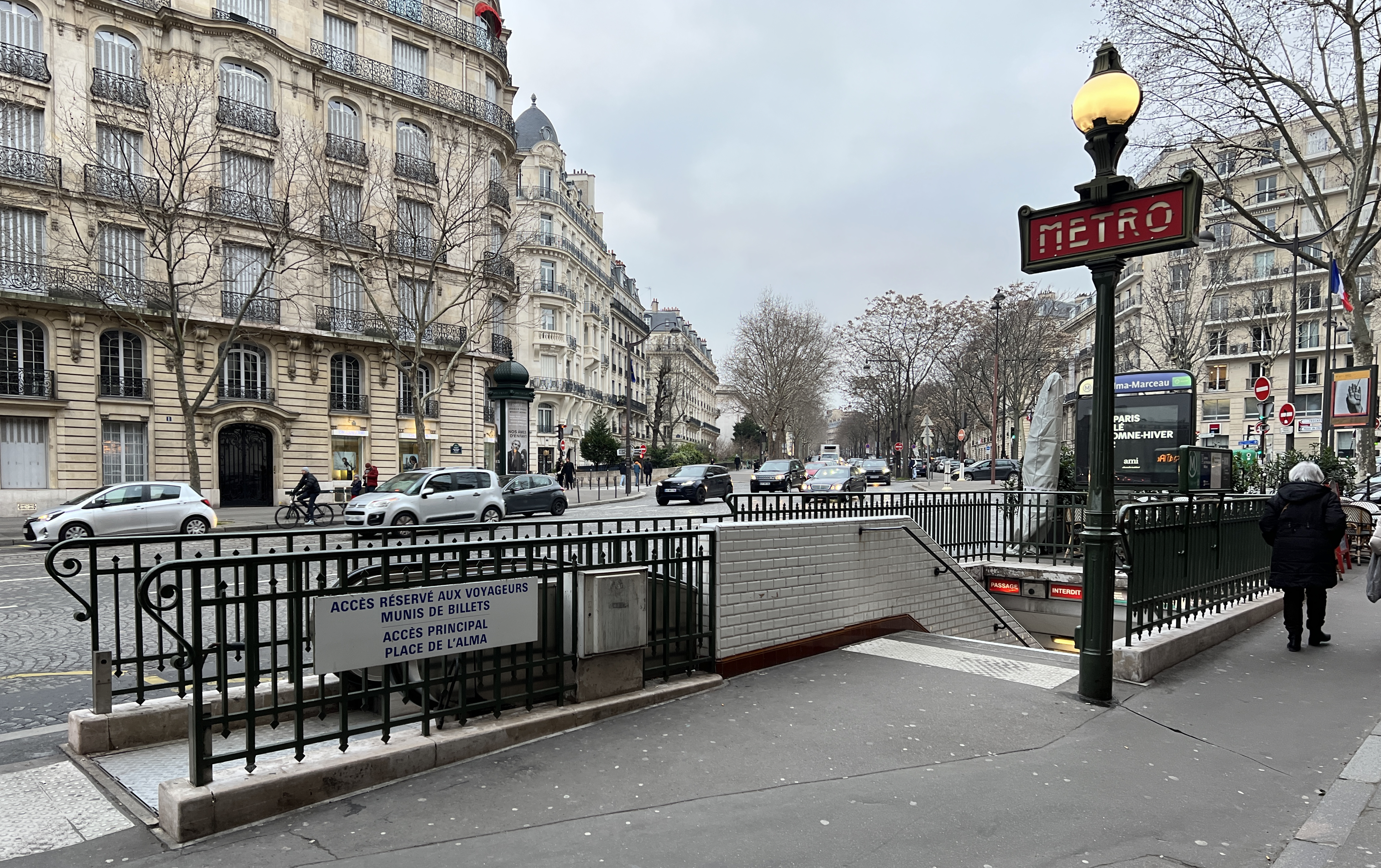
L'accès no 3 « Avenue du Président-Wilson ».

.

### Quais
Alma - Marceau est une station de configuration standard : elle possède deux quais séparés par les voies du métro et la voûte est elliptique. La décoration est de style « Andreu-Motte » avec deux rampes lumineuses bleues, des banquettes, tympans et l'essentiel des débouchés de couloirs traités en carrelage bleu plat et des sièges « Motte » de même couleur. Ces aménagements sont mariés avec les carreaux en céramique blancs biseautés qui recouvrent les piédroits, la voûte ainsi qu'un seuil de couloir sur le quai en direction de Pont de Sèvres. Les cadres publicitaires sont en faïence de couleur miel et le nom de la station est également en faïence dans le style de la CMP d'origine. La station se distingue cependant par la partie basse de ses piédroits qui est verticale et non elliptique, sa proximité immédiate avec l'eau de la Seine ayant nécessité une construction renforcée se traduisant par un profil spécial.
Il s'agit d'une des rares stations à présenter encore le style « Andreu-Motte » dans son intégralité.

### Intermodalité
La station est en correspondance avec la gare du Pont de l'Alma (de la ligne C du RER), située de l'autre côté du pont de l'Alma. Cette correspondance est reprise sur le plan RATP de la ligne 9 du métro, avec un symbole de marcheur (correspondance à distance). Elle est reprise sans distinction particulière sur le plan du RER C.
Par ailleurs, elle est desservie par les lignes 42, 63, 72, 80 et 92 du réseau de bus RATP.

## À proximité
- La place de l'Alma, à l'extrémité occidentale du cours Albert-Ier où sont installées plusieurs statues commémorant des personnages symbolisant des relations entre la France et plusieurs pays ;
- La place Diana, lieu du souvenir de Diana Spencer, l'un des sites les plus prisés des touristes du monde entier[8] ;
- La Flamme de la Liberté, sur la place Diana ;
- La sculpture d'un zouave, le zouave du pont de l'Alma, sur le côté amont du pont de l'Alma ;
- Le cabaret du Crazy Horse Saloon ;
- Le musée d'Art moderne installé dans l'aile orientale du palais de Tokyo ;
- Le musée du quai Branly ;
- L'entrée de la visite des égouts parisiens, sur la rive gauche de la Seine, à l'extrémité ouest du quai d'Orsay ;
- La cathédrale américaine de Paris, située au no 23 de l'avenue George-V.